# Uniwersytet w Antananarywie
Uniwersytet w Antananarywie (fr. Université d'Antananarivo) – malgaski uniwersytet w Antananarywie. Najważniejsza instytucja szkolnictwa wyższego stolicy Madagaskaru.

## Historia
Uniwersytet w Antananarywie jest publicznym zakładem z osobowością prawną i niezależnością finansową. Jego historia jest następująca:
11.12.1896 – założenie Szkoły Medycznej w Antananarywie,
1941 – pierwsze nadanie tytułu naukowego;
1955 – powstał Instytut Studiów Wyższych z połączenia dwóch szkół wyższych – prawa i nauk przyrodniczych
1959 – powstała Wyższa Szkoła Literatury;
14.07.1961 – połączenie szkół wyższych tworząc Uniwersytet Madagaskaru kontrolowany przez Fundację Edukacji Wyższej Charles’a de Gaulle’a
1977 – utworzenie regionalnych ośrodków uniwersyteckich (CURs)
1988 – CURs staje się autonomicznym uniwersytetem; następuje zmiana nazwy z „Uniwersytet Madagaskaru” na „Uniwersytet w Antananarywie”.
Pierwszym rektorem Uniwersytetu w Antananarywie był Raymond Ranjeva (1988–1990).

## Wydziały
- Wydział Prawa, Ekonomii, Zarządzania i socjologii;
- Wydział Humanistyczny;
- Wydział Lekarski;
- Wydział Nauk.